# Jozef Bomba
Jozef Bomba (ur. 30 marca 1939 w Bardejowie, zm. 27 października 2005 w Koszycach) – czechosłowacki piłkarz, reprezentant kraju.

## Kariera piłkarska
Bomba urodził się w Bardejowie, a swoją karierę rozpoczął w 1956 w Slavoj Bardejów. 
Od 1957 występował w zespole Tatran Preszów. Po rozegraniu 11 spotkań w lidze w ciągu dwóch sezonów, w 1959 zamienił Tatran na 1. FC Brno. Jako piłkarz tej drużyny zdobył w sezonie 1959/60, jedyny w karierze Puchar Czechosłowacji. Przez dwa lata w Brnie wystąpił w 39 spotkaniach ligowych, w których dwukrotnie wpisał się na listę strzelców.
W połowie sezonu 1960/61 powrócił do Tatrana. Największymi sukcesami w jego barwach było wicemistrzostwo Czechosłowacji w sezonie 1964/65 oraz dotarcie do finału Pucharu Czechosłowacji w sezonie 1965/66. Przez 5 lat gry w Tatranie zanotował 119 występów, w których 5 razy strzelił bramkę. Od sezonu 1967/68 grał w MFK Košice. Dla tej drużyny zagrał w 100 spotkaniach, a największym sukcesem było wicemistrzostwo Czechosłowacji z sezonu 1970/71. 
Karierę zakończył w 1974 w Partizánie Bardejów.
| Sezon   | Klub              | Kraj           | Rozgrywki                     | Mecze | Bramki |
| ------- | ----------------- | -------------- | ----------------------------- | ----- | ------ |
| 1957/58 | Tatran Preszów    | Czechosłowacja | Československá futbalová liga | 7     | 0      |
| 1958/59 | Tatran Preszów    | Czechosłowacja | Československá futbalová liga | 4     | 0      |
| 1959/60 | 1. FC Brno        | Czechosłowacja | Československá futbalová liga | 26    | 2      |
| 1960/61 | 1. FC Brno        | Czechosłowacja | Československá futbalová liga | 13    | 0      |
| 1960/61 | Tatran Preszów    | Czechosłowacja | Československá futbalová liga | 11    | 1      |
| 1961/62 | Tatran Preszów    | Czechosłowacja | Československá futbalová liga | 21    | 0      |
| 1962/63 | Tatran Preszów    | Czechosłowacja | Československá futbalová liga | 25    | 1      |
| 1963/64 | Tatran Preszów    | Czechosłowacja | Československá futbalová liga | 20    | 0      |
| 1964/65 | Tatran Preszów    | Czechosłowacja | Československá futbalová liga | 19    | 1      |
| 1965/66 | Tatran Preszów    | Czechosłowacja | Československá futbalová liga | 23    | 2      |
| 1967/68 | MFK Košice        | Czechosłowacja | Československá futbalová liga | 17    | 0      |
| 1968/69 | MFK Košice        | Czechosłowacja | Československá futbalová liga | 18    | 0      |
| 1969/70 | MFK Košice        | Czechosłowacja | Československá futbalová liga | 25    | 0      |
| 1970/71 | MFK Košice        | Czechosłowacja | Československá futbalová liga | 28    | 0      |
| 1971/72 | MFK Košice        | Czechosłowacja | Československá futbalová liga | 12    | 0      |
| 1972/73 | Partizán Bardejów | Czechosłowacja | 2. Liga                       |       |        |
| 1973/74 | Partizán Bardejów | Czechosłowacja | 2. Liga                       |       |        |

## Kariera reprezentacyjna
Karierę reprezentacyjną rozpoczął 1 maja 1960 w meczu przeciwko Austrii, zakończonym zwycięstwem 4:0. W 1962 został powołany przez trenera Rudolfa Vytlačila na Mistrzostwa Świata. Podczas turnieju w Chile wszystkie spotkania spędził na ławce rezerwowych. Czechosłowacja zakończyła ten turniej na drugim miejscu, przegrywając mecz finałowy z Brazylią. 
Bomba zagrał w sześciu meczach eliminacyjnych do czterech różnych turniejów mistrzowskich. Po raz ostatni w drużynie narodowej zagrał 7 października 1970 w spotkaniu przeciwko Finlandii, zremisowanym 1:1. Łącznie w latach 1960–1970 zagrał w 13 spotkaniach reprezentacji Czechosłowacji. 
| Mecze i gole w reprezentacji | Mecze i gole w reprezentacji | Mecze i gole w reprezentacji | Mecze i gole w reprezentacji | Mecze i gole w reprezentacji | Mecze i gole w reprezentacji | Mecze i gole w reprezentacji |
| #                            | Data                         | Miasto                       | Przeciwnik                   | Gol                          | Wynik                        | Rozgrywki                    |
| ---------------------------- | ---------------------------- | ---------------------------- | ---------------------------- | ---------------------------- | ---------------------------- | ---------------------------- |
| 1.                           | 01.05.1960                   | Praga                        | Austria                      |                              | 4:0                          | towarzyski                   |
| 2.                           | 22.05.1960                   | Bukareszt                    | Rumunia                      |                              | 2:0                          | El. ME 1960                  |
| 3.                           | 29.05.1960                   | Bratysława                   | Rumunia                      |                              | 3:0                          | El. ME 1960                  |
| 4.                           | 26.03.1961                   | Praga                        | Szwecja                      |                              | 2:1                          | towarzyski                   |
| 5.                           | 19.06.1961                   | Brno                         | Argentyna                    |                              | 3:3                          | towarzyski                   |
| 6.                           | 26.09.1961                   | Glasgow                      | Szkocja                      |                              | 2:3                          | El. MŚ 1962                  |
| 7.                           | 11.04.1964                   | Florencja                    | Włochy                       |                              | 0:0                          | towarzyski                   |
| 8.                           | 29.04.1964                   | Ludwigshafen am Rhein        | RFN                          |                              | 4:3                          | towarzyski                   |
| 9.                           | 11.10.1964                   | Budapeszt                    | Węgry                        |                              | 2:2                          | towarzyski                   |
| 10.                          | 30.05.1965                   | Bukareszt                    | Rumunia                      |                              | 0:1                          | El. MŚ 1966                  |
| 11.                          | 19.09.1965                   | Praga                        | Rumunia                      |                              | 3:1                          | El. MŚ 1966                  |
| 12.                          | 18.05.1966                   | Praga                        | ZSRR                         |                              | 1:2                          | towarzyski                   |
| 13.                          | 07.10.1970                   | Praga                        | Finlandia                    |                              | 1:1                          | El. ME 1972                  |

## Sukcesy
Czechosłowacja
- Mistrzostwa Świata: 1962 (2. miejsce)

Tatran Preszów
- Wicemistrzostwo Czechosłowacji (1): 1964/65
- Finał Pucharu Czechosłowacji (1): 1965/66

1. FC Brno
- Puchar Czechosłowacji (1): 1959/60

MFK Košice
- Wicemistrzostwo Czechosłowacji (1): 1970/71